# Preacher
Preacher – amerykański serial fantasy z elementami akcji i horroru, wyprodukowany przez Sony Pictures Television, AMC Studios, Point Grey Pictures oraz Original Film. Serial jest adaptacją komiksu pt. Kaznodzieja autorstwa Gartha Ennisa i Steve’a Dillona, publikowanego w latach 1995–2000 przez wydawnictwo DC Comics w ramach imprintu Vertigo. Serial jest emitowany od 22 maja 2016 roku przez AMC.

## Fabuła
Serial opowiada o kaznodziei, Jessem Custerze, który zyskuje dar pozwalający mu na zmuszenie każdego, kto zrozumie jego rozkaz, do wykonania go. Wyrusza wraz ze swoją byłą dziewczyną, Tulip, i wampirem Cassidym, aby odnaleźć Boga.

## Obsada

### Główna
- Dominic Cooper jako Jesse Custer[2]
- Ruth Negga jako Tulip O’Hare[3]
- Joe Gilgun jako Cassidy[4]
- Lucy Griffiths jako Emily Woodrow[5]
- W. Earl Brown jako szeryf Hugo Root[6]
- Anatol Yusef jako DeBlanc
- Tom Brooke jako Fiore[7]
- Derek Wilson jako Donny Schenck[8]
- Ian Colletti jako Eugene Root / Arseface[9]
- Noah Taylor[10] jako Adolf Hitler (od 2 sezonu)
- Pip Torrens[10] jako Herr Starr (od 2 sezonu)
- Julie Ann Emery[10] jako Lara Featherstone (od 2 sezonu)
- Graham McTavish jako The Saint of Killers
- Malcolm Barrett[10] jako Hoover (od 3 sezonu)
- Colin Cunningham jako T.C. (od 3 sezonu)
- Betty Buckley jako Marie „Gran'ma” L’Angelle (od 3 sezonu)

### Drugoplanowe
- Jamie Anne Allman jako Betsy Schenck
- Jackie Earle Haley jako Odin Quinncannon[11]
- Ronald Guttman[10] jako Denis
- Justin Prentice[10] jako Tyler

## Przegląd sezonów
| Sezon | Sezon | Odcinki | Pierwsza emisja (AMC) | Pierwsza emisja (AMC) | Dostęp VOD (Amazon Prime Video Polska) | Dostęp VOD (Amazon Prime Video Polska) | Pierwsza emisja (AMC Polska) | Pierwsza emisja (AMC Polska) |
| Sezon | Sezon | Odcinki | Premiera sezonu       | Finał sezonu          | Premiera sezonu                        | Finał sezonu                           | Premiera sezonu              | Finał sezonu                 |
| ----- | ----- | ------- | --------------------- | --------------------- | -------------------------------------- | -------------------------------------- | ---------------------------- | ---------------------------- |
|       | 1     | 10      | 22 maja 2016          | 31 lipca 2016         | 14 grudnia 2016                        | 14 grudnia 2016                        | 1 lutego 2021                | 5 kwietnia 2021              |
|       | 2     | 13      | 25 czerwca 2017       | 11 września 2017      | 26 czerwca 2017                        | 12 września 2017                       | 21 czerwca 2021              | 13 września 2021             |
|       | 3     | 10      | 24 czerwca 2018       | 26 sierpnia 2018      | 26 czerwca 2018                        | 27 sierpnia 2018                       | 20 stycznia 2022             | 17 marca 2022                |
|       | 4     | 10      | 4 sierpnia 2019       | 29 września 2019      | 5 sierpnia 2019                        | 1 października 2019                    | 24 marca 2022                | 19 maja 2022                 |

## Produkcja
Pilotażowy odcinek serialu został zamówiony w grudniu 2014 roku przez AMC; ogłoszono wtedy także, że producentem wykonawczym został Sam Catlin.
W marcu 2015 roku ogłoszono, że główną rolę kobiecą zagra Ruth Negga. W tym samym miesiącu do obsady dołączyli Ian Colletti i Joseph Gilgun. W kwietniu 2015 roku ogłoszono, że w tytułową rolę wcieli się Dominic Cooper. W tym samym miesiącu do serialu dołączyli: Lucy Griffiths i W. Earl Brown.
W maju 2015 roku rozpoczęły się zdjęcia do odcinka pilotażowego; do obsady dołączył Tom Brooke.
We wrześniu 2015 roku ogłoszono, że stacja AMC zamówiła pierwszy sezon serialu.
W styczniu 2016 roku aktor Derek Wilson awansował do głównej obsady. W lutym 2016 roku ogłoszono, że w rolę Odina Quinncannona wcieli się Jackie Earle Haley.
30 czerwca 2016 roku stacja AMC przedłużyła serial o drugi sezon.
10 marca 2017 roku Malcolm Barrett, Ronald Guttman, Justin Prentice, Noah Taylor, Pip Torrens oraz Julie Ann Emery dołączyli do obsady drugiego sezonu.
W październiku 2017 AMC przedłużyła serial o trzeci sezon.